# Wapen van Stavelot

Het wapen van Stavelot

Het wapen van Stavelot is het gemeentelijke wapen van de Belgische gemeente Stavelot. De Luikse gemeente heeft het wapen nooit officieel aangevraagd, echter het wapen is wel officieel in gebruik erkend.

## Geschiedenis
Op oude wapens en zegels van de stad, en de daar gevestigde rechtbank, Stavelot staat de heilige Remaclus afgebeeld. Als abt van de door hem gestichte abdij heeft hij een kromstaf vast en een mijter op zijn hoofd. Hij wordt vergezeld door een wolf. Volgens de legende zou hij bij de bouw van de abdij van Stavelot geholpen zijn door een wolf. Stavelot bleef tot het einde van het ancien régime ook de hoofdstad van het abdijvorstendom Stavelot-Malmedy.
In de 18e eeuw zegelde Stavelot met een zegel gelijkend aan het latere wapen van de stad: een gedeeld schild met een borstbeeld van sint-Remaclus bovenin en een wolf onderin. Na het ontstaan van het Verenigd Koninkrijk der Nederlanden werden gemeenten verplicht om een wapen aan te nemen. In 1819 kreeg Stavelot het gedeelde wapen toegekend, maar omdat er geen kleuren waren opgegeven kreeg het wapen de Nassause kleuren. In 1921 werd per koninklijk besluit de historisch correcte kleurstelling toegekend: het blauw werd zilver en het goud werd natuurlijke kleur.
De fusiegemeente Stavelot ontstond in 1977 uit een fusie tussen de gemeenten Stavelot en Francorchamps. De nieuw gevormde gemeente gebruikt, zonder enige wijziging, sinds 4 juli 1980 het in 1921 toegekende wapen.

## Blazoeneringen
De beschrijving van het eerste wapen luidt als volgt:
Van lazuur beladen van boven met het borstbeeld van den Heiligen Remaclus van goud, en van onderen eene wolf van goud beladen met een korf met vruchten, het schild gedekt met een gouden kroon.
De heraldische kleuren zijn: azuur (blauw) en goud (geel), wat het een wapen in Nassause kleuren. Het borstbeeld komt uit een zeer dunnen, niet vermelde, gouden balk.
De omschrijving van het tweede wapen luidt als volgt:
Coupé en chef d'argent à un buste de St. Remaclus au naturel, en pointe aussi d'argent à un loup passant, bâté, les deux paniers remplis de pierres, le tout au naturel.
Doorsneden boven van zilver met een buste van St. Remaclus van natuurlijke kleur, de punt is ook van zilver met een wolf gezadeld met twee manden waarin stenen, alles van natuurlijke kleur.
Het wapen is terug naar de historisch originele kleurstelling. Hoewel het uit twee delen bestaat is het geheel zilverkleurig de twee elementen zijn beide in natuurlijke kleur, dus de heilige heeft een vleeskleurige huid en gouden kromstaf, de wolf is donker van kleur. Hoewel een metaal (zoals dat van de kromstaf) officieel niet op een ander metaal mag komen (in dit geval de ondergrond) betreft het hier de natuurlijke kleur van de kromstaf, waardoor het wapen van Stavelot geen raadselwapen is. Het wapen heeft geen externe elementen zoals een kroon en schilddragers.
Het wapen dat na de fusie van 1977 in gebruik is genomen heeft de volgende omschrijving:
Coupé en chef d'argent à un buste de Saint Remaclus au naturel, mitré portant dans la dextre une chapelle et tenant de la senestre une crosse, le crosseron tourné vers I'exterieur et en pointe cousu d'argent à un loup passant, bâté, les deux paniers remplis de pierres, le tout au naturel.
Doorsneden boven van zilver met een buste van St. Remaclus van natuurlijke kleur, gemijterd houdend rechts een kapel en houdend links een kromstaf, de kromstaf wijst richting de buitenzijde, de punt is ook van zilver met een gaande wolf gezadeld met twee manden waarin stenen, alles van natuurlijke kleur.
Het wapen is ongewijzigd ten opzichte van de vorige versie.